# Alfred Härenstam
Johan Alfred Härenstam, född 25 mars 1868 i Gnosjö socken, död 7 december 1948 i Värnamo församling, var en svensk företagsledare.
Alfred Härenstam var son till bruksägaren Johan Andersson och Karolina Svensson. Han hade teoretisk och praktisk utbildning i bank, mekanisk verkstad, sågverk och möbelindustri 1885–1899. Han var bankbokhållare 1889–1900, vikarierande organist och kantor 1886–1900 och fabriksdisponent 1899–1903. Han grundade firma Anderson & Co Bröderna Härenstam 1903, var ägare av denna tillsammans med en bror, ägde fastigheten Brogatan 1 i Värnamo samt var delägare och styrelseledamot i AB Häryds Bruk i Gnosjö. Han var också engagerad inom politiken och satt i stadsfullmäktige samt skolstyrelsen i Värnamo. Han var ledamot av Värnamo Missionsförsamling 1905–1940. Han företog resor till Danmark 1892 och 1902, Norge 1912 och Tyskland 1939. Han var musikaliskt verksam och var kördirigent 1887–1938.
Han var från 1896 gift med Hilda Nilsson (1871–1963). Han hade bland flera barn civilingenjören Filip Härenstam och historikern Curt Härenstam som var far till underhållaren Magnus Härenstam.